# On Joo-wan
On Joo-wan (온주완?, nato Song Jeong-sik; Daejeon, 11 dicembre 1983) è un attore sudcoreano.

## Filmografia

### Cinema
- Balle gyoseupso, regia di Byun Young-joo (2004)
- Taepung taeyang, regia di Jeong Jae-eun (2005)
- The Peter Pan Formula (2005)
- If You Were Me 2 (2006)
- Jjakpae, regia di Ryoo Seung-wan (2006)
- Sasaeng gyeoldan, regia di Choi Ho (2006)
- Haebuhak-gyosil, regia di Son Tae-woong (2007)
- Mulim yeodaesaeng, regia di Kwak Jae-yong (2008)
- Don-ui mat, regia di Im Sang-soo (2012)
- The Five, regia di Jeong Yeon-shik (2013)
- Inganjungdok, regia di Kim Dae-woo (2014)
- Nareul itji mar-a-yo, regia di Lee Yoon-jung (2014)

### Televisione
- Yain shidae – serie TV (2002)
- Geu yeoreumei taepoong – serie TV (2005)
- Byul soon geom – serie TV (2007)
- Nae sarang nae gyeote – serie TV (2011)
- Ilnyeone yeoldu namja – serie TV (2012)
- Sumokjang, regia di Park Kwang-choon – film TV (2012)
- Kalgwa kkot – serie TV (2013)
- Boojeong joocha, regia di Park Jin-suk – film TV (2014)
- Ing-yeo gongju – serie TV (2014)
- Punch – serie TV (2014-2015)
- Neoreul saranghan sigan – serie TV, episodio 2 (2015)
- Ma-eul - Achi-ara-ui bimil (마을-아치아라의 비밀) – serie TV (2015)
- Minyeo Gong Shim-i (미녀 공심이) – serie TV, 20 episodi (2016)
- The Lies Within (모두의 거짓말?, Modu-ui geojinmalLR) – serie TV (2019)

## Riconoscimenti
- 2006 – Dubai International Film Festival
  - Vinto – Miglior attore per The Peter Pan Formula.

- 2007 – Golden Cinematography Awards
  - Vinto – Miglior nuovo attore per The Peter Pan Formula.